# Aedes auridorsum
Aedes auridorsum är en tvåvingeart som beskrevs av Edwards 1922. Aedes auridorsum ingår i släktet Aedes och familjen stickmyggor. Inga underarter finns listade i Catalogue of Life.